# Les Balances
Les Balances est une pièce de théâtre, une comédie en un acte, de Georges Courteline créée le 26 novembre 1901 au Théâtre Antoine dans une mise en scène d'André Antoine, avec :
- Camille Dumény
- Louis Leubas